# Le Plessis-Brion
Le Plessis-Brion település Franciaországban, Oise megyében. Lakosainak száma 1307 fő (2022. január 1.). Le Plessis-Brion Choisy-au-Bac, Longueil-Annel, Montmacq, Saint-Léger-aux-Bois és Thourotte községekkel határos.

## Népesség
A település népességének változása:
| Lakosok száma | 1394 | 1378 | 1405 | 1365 | 1359 | 1351 | 1332 | 1316 | 1307 |
|               | 2013 | 2015 | 2016 | 2017 | 2018 | 2019 | 2020 | 2021 | 2022 |